# Tillandsia parvispica
Tillandsia parvispica är en gräsväxtart som beskrevs av John Gilbert Baker. Tillandsia parvispica ingår i släktet Tillandsia och familjen Bromeliaceae. Inga underarter finns listade i Catalogue of Life.